# Каротаж опору
Каротаж опору (фр. carottage, від carotte – буровий керн) (рос. каротаж сопротивления; англ. resistivity logging; нім. Karotage f des Widersfandes) — електричний каротаж, що базується на вимірюванні уявного питомого електричного опору, тобто на вивченні розподілу штучного стаціонарного і квазістаціонарного електричного поля в гірських породах. Він дає змогу за величиною питомого електричного опору встановити літологію порід, їх структуру, вміст в розрізах корисних копалин.